# Makoto Shishio
Makoto Shishio (志々雄 真実?, Shishio Makoto) è un personaggio immaginario del manga di Nobuhiro Watsuki Kenshin - Samurai vagabondo.

## Storia

### Bakumatsu
Dopo la morte di Tomoe Yukishiro, Kenshin Himura fu sollevato dall'incarico di proteggere i membri degli Ishin Shishi. Shishio Makoto divenne così il suo successore come assassino ombra (hitokiri) e fu l'autore dell'omicidio di Iizuka, l'uomo che tradì i samurai ambiziosi di Choshu. Il futuro governo Meiji fu più riservato su Shishio, a differenza di Kenshin; molti appartenenti ai clan di Chōshū e Satsuma (i membri del futuro governo Meiji), infatti, non sapevano quasi nulla su di lui.

In seguito, il nuovo governo Meiji credette che fosse necessario nel loro interesse eliminare Shishio. Mentre nei confronti di Kenshin avevano una gran fiducia e lo vedevano come un servitore idealista della causa Imperialista, Okubo e gli altri ufficiali del Meiji giunsero giustamente alla conclusione che Shishio era un opportunista sociopatico e che avrebbe senza alcun dubbio usato la sua vasta conoscenza dei segreti governativi per far cadere la città in tumulto per il suo tornaconto. Così, durante la guerra Boshin, Shishio fu messo k.o. grazie ad una ferita alla testa infertagli da un colpo di pistola; fu poi immerso nell'olio bollente e bruciato vivo dagli stessi Ishin Shishi. Tuttavia Shishio sopravvisse, riportando comunque seri danni al suo intero corpo. Dal giorno di quell'incidente Shishio continuò a cambiarsi le bende ogni giorno, separando accuratamente le dita.

Shishio decide perciò di vendicarsi del governo Meiji e assemblò un gruppo di combattenti, i migliori del Giappone: i Juppongatana (Le Dieci Spade), per rovesciare il governo. Shishio immaginava un Giappone governato da lui, in cui vigeva il principio della selezione naturale per cui "il più forte mangia il più debole". Usando il suo credo, Shishio mise in piedi una campagna contro il governo Meiji, considerandolo troppo debole per governare il Paese. Grazie al suo motto, si guadagnò un ideologico discepolo, Soujiro Seta, che gli fece da braccio destro e si dimostrò il più forte del Juppongatana. Shishio pensò di rinforzare l'economia del Paese col petrolio, una volta che avesse messo le mani sul Giappone.

### Saga di Kyoto
Dopo che la sakabato di Kenshin si ruppe, Shishio e i suoi seguaci erano arrivati al clou del loro piano di ribaltamento del governo Meiji. Solo Kenshin, Hajime Saitō e Sanosuke Sagara si erano radunati per fermarlo.

Shishio inviò i suoi subordinati a lottare contro gli Oniwabanshū, Kamiya Kaoru e Myōjin Yahiko, mentre lasciò che i suoi combattenti più forti affrontassero Kenshin, Saitō e Sanosuke. Yumi Komagata, l'amante di Shishio ebbe l'ordine di guidare Kenshin e i suoi. Sōujirō, dopo la sua sconfitta, chiese a Yumi di riferire a Shishio qual era il segreto sulla tecnica Ougi di Kenshin, prima di lasciarlo.

Infine, il tassello mancante del quadro di Shishio era la sconfitta di Kenshin, per cui si sarebbe stabilito chi dei due meritava il titolo di più forte degli hitokiri. A causa dei danni subiti dalle sue ghiandole sudoripare, non poteva combattere per più di 15 minuti; altrimenti la sua temperatura avrebbe continuato ad aumentare. Shishio invitò Kenshin, Saitō, Sanosuke e Aoshi nel suo nascondiglio dopo che questi ebbero sconfitto tutti i loro avversari (a quel punto Shishio conosceva tutte le loro tecniche di combattimento). Infine, il suo corpo divenne bollente, il suo sangue cominciò ad evaporare. Yumi tentò di fermare Kenshin senza ascoltare Shishio, ma fu trafitta proprio dalla spada di quest'ultimo insieme a Kenshin. Yumi morì comunque felice conscia di essersi resa finalmente utile anche in battaglia.

Quando Kenshin decise finalmente di usare l'Amakakeru Ryū no Hirameki contro di lui, Shishio riuscì a bloccarla con successo, grazie all'aiuto di Soujiro, ma era ignaro del fatto che la tecnica consisteva in due parti, di cui la seconda non fu necessaria contro Aoshi e Sōjirō: il primo colpo è molto potente e crea una sorta di vuoto d'aria che paralizza l'avversario temporaneamente per permettere di sferrare un colpo successivo. Questo secondo attacco colpì in pieno Shishio, che comunque, fu in grado di rialzarsi nonostante il duro colpo. Saito commentò che il ken-ki (forza combattiva) di Shishio era superiore a quello di Kenshin.

Shishio dopo tutto riuscì a superare il suo limite. Comunque, proprio quando lo superò, la temperatura del proprio corpo aumentò a dismisura — provocando una combustione spontanea del corpo — lasciandolo ardere vivo. Quando morì, sorrise in modo maniacale; il significato di quella risata è a tutti incomprensibile.

### Fine
Alla fine della saga di Kyoto, Shishio è all'inferno con Yumi e Houji. Tutti e tre camminano nello spazio immenso, con Shishio che dichiara di voler conquistare l'inferno.
La sua ultima apparizione nel manga è durante il Jinchū, in una visione dell'inferno da parte di Kenshin dopo la presunta morte di Kaoru. Egli appare dinanzi a Kenshin e lo deride, ma nel profondo della sua depressione, Kenshin non si accorge se sia vivo o morto e interpreta che Shishio è la sua guida per l'inferno. Shishio è felice di portare Kenshin con sé, ma solo nel caso che ammetta di aver sbagliato nel combatterlo a Kyoto.

## Tecnica
Una delle spade usate da Shishio è la Mugenjin (無限刃?, Mugenjin) ovvero la "Spada senza Limiti", che è intrisa del grasso delle vittime di Shishio nel corso degli anni. Come risultato, ottiene la capacità di usare una tecnica di fuoco a suo piacimento. Così come Kenshin, Shishio è abile nel memorizzare le tecniche dell'avversario e ne analizza i punti deboli e quelli di forza, prendendo un largo vantaggio sul suo nemico. La sua volontà di vivere è estremamente forte, quasi quanto quella di Kenshin.

La mostruosa forza di Shishio, la sua resistenza e la sua abilità nel leggere il suo avversario fanno sì che sia pari a Kenshin. Durante la battaglia finale nel suo covo, Shishio dimostrò le sue abilità fermando il Ryushosen di Kenshin usando solo le dita; evitò e contrattaccò il Gatotsu Zeroshiki di Saito, riuscì a vedere attraverso la tecnica della cascata d'acqua (Ryuusui no Ugoki) di Aoshi; e fu colpito dal "doppio colpo" di Sanosuke senza subire danni.

Shishio usa la Mugenjin per eseguire i colpi della scuola Ware ryuu, chiamata da Hoji "Le Tre Spade Segrete":
1 Homura Dama(Spirito di fuoco) È la prima spada segreta ed è quella più usata da Shishio. Usa la frizione della lama imbevuta nel grasso umano per incendiare la spada e distrarre il suo avversario dal fendente. Di conseguenza si viene bruciati e sfregiati contemporaneamente.
2 Guren Kaina(Polso del loto scarlatto) Shishio riempie il suo guanto di polvere da sparo e la accende con le scintille provocate dalla Mugenjin. Così avviene una forte esplosione. Guren Kaina è molto potente ed è usata solitamente quando l'avversario è molto vicino, preferibilmente quando lo si tiene in pugno.
3 Kaguzuchi(Fuoco dello spirito di Dio) Il Kaguzuchi è la tecnica finale di Shishio. Facendo strisciare la punta della sua lama dalla base fino alla sommità del fodero, crea un vortice di fuoco tutt'intorno alla spada. La tecnica finale non è del tutto rivelata, comunque. Probabilmente quando Shishio parte con la fiammata e il fendente può incenerire e tagliare allo stesso tempo l'avversario. Prima che Shishio potesse utilizzare il Kaguzuchi, fu contrastato dall'Ougi di Kenshin.

## Retroscena
Shishio Makoto è grosso modo basato su Serizawa Kamo, il primo comandante degli Shinsengumi. Nobuhiro Watsuki afferma che in un primo momento voleva disegnare un fanatico della vendetta. Poi ha preferito un personaggio distruttivo sì, ma allo stesso tempo stravagante che mentre compie la sua vendetta personale pensa anche alla conquista del potere del paese. Per quanto riguarda le bruciature si è rifatto al film La famiglia Inugami, anche se ha abbandonato l'idea di mettergli una maschera di gomma.
Per l'abbigliamento Watsuki si è ispirato al personaggio di Samurai Shodown Kibagami Genjuro, cioè un tipo snob col kimono scoperto su una spalla, che fuma la pipa giapponese, con l'ombrello, il paravento e perfino con una donna provocante al suo fianco. Mentre per quanto riguarda le bende, si ispira a Mukuro di The Last Blade.